# Archa

Un archa es un arma de asta en forma de cuchilla, usada por los archeros.
Esta arma, que posteriormente se reconoció en España como arma de los Archeros de Castilla, se componía de una moharra en forma de gran cuchillo o punta de lanza ancha, de un solo filo —la norma—, enastada y sin guarnición alguna. Era totalmente ofensiva.

## Aclaraciones
En España un archa (por ello toman dos voces: archa y guja) también se tuvo —o se tiene actualmente— por un arma de asta cuya moharra era una ancha hoja de tajo que bien poco se diferenciaba de la ortodoxa vougue o glaive por ser simplemente una punta de lanza ancha y más grande. (Este dato viene dado por las "archas" que en algunos museos se le atribuyen al Cuerpo de Archeros de Borgoña de Felipe IV.)
Así pues, la versión más simple de moharra más recta —incluso triangular— de un solo filo y sin petos quedaría para la voz archa, y la guja, glaive, voulgue, etc., para cuchillas enastadas de particularidades concretas.
Por último, tomando un término decimonónico, a estas armas también se les denomina cuchillos de brecha.